# Oriental Pearl Tower
Oriental Pearl Tower (eller blot Pearl Tower) er et TV-tårn i Shanghai og også byens mest kendte bygning med et karakteristisk design, der domineres af tre store kugler. Tårnet indeholder bl.a. udsigtsplatforme i sine kugler samt i den største kugle en rutsjebane og en biograf. Tårnet ligger i bydelen Pudong. Oriental Pearl Tower har over 3 millioner besøgende om året.

## Tunnelbane (ved Oriental Pearl Tower)
| Linje | Station    |
| ----- | ---------- |
| 2     | Lu Jia Zui |

- Oriental Pearl Tower om natten.
- Oriental Pearl Tower om natten.
- Udsigtsetage i 263 meters højde.
- Roterende restaurant i 267 meters højde.

## Eksterne links
- Wikimedia Commons har flere filer relateret til Oriental Pearl Tower

31°14′31″N 121°29′42″Ø / 31.242°N 121.495°Ø
| Arkitektur | Spire Denne arkitekturartikel er en spire som bør udbygges. Du er velkommen til at hjælpe Wikipedia ved at udvide den. |